# Hippodroom van Domitianus

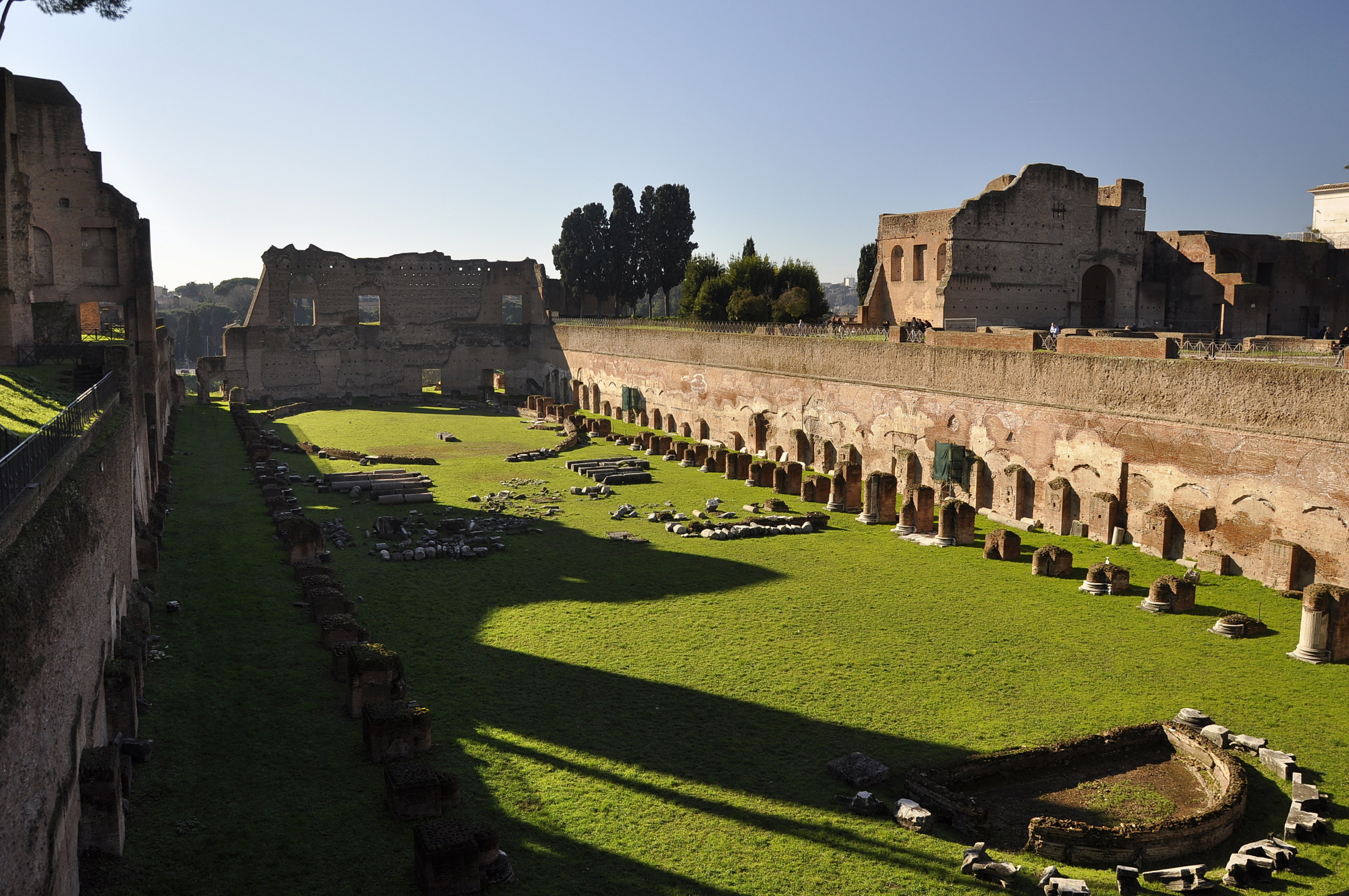
De hippodroom van Domitianus

De Hippodroom van Domitianus, ook Palatijns stadion genoemd, is een bouwwerk op de heuvel Palatijn in de Italiaanse hoofdstad Rome. Het was een onderdeel van de Domus Flavia, het paleizencomplex, gebouwd door keizer Titus Flavius Domitianus dat tot stand kwam in de 1e eeuw.
Alhoewel de naam hippodroom wijst op een plaats waar paardenrennen werden gehouden is de functie die dit gebouw in Romeinse tijden had onzeker. Het is 160 m x 48 m groot, in de vorm van een langgerekte rechthoek met een gekromde korte zijde. Zowel Hadrianus, die restaureerde, en Septimius Severus wijzigden het uitzicht na Domitianus.
Het interieur was omringd door een overdekte zuilengang van twee verdiepingen. In het midden van een van de lange zijden was een tribune opgetrokken die fungeerde als keizerlijk podium. Onderaan steunde de tribune op drie open vertrekken. Gezien grote verblijven in de Romeinse tijd vaak met tuinen waren versierd kan dit gebouw ook gezien worden als een grote tuin (viridarium), in de vorm van een circus dat ook kan gebruikt zijn voor het paardrijden of als manege.

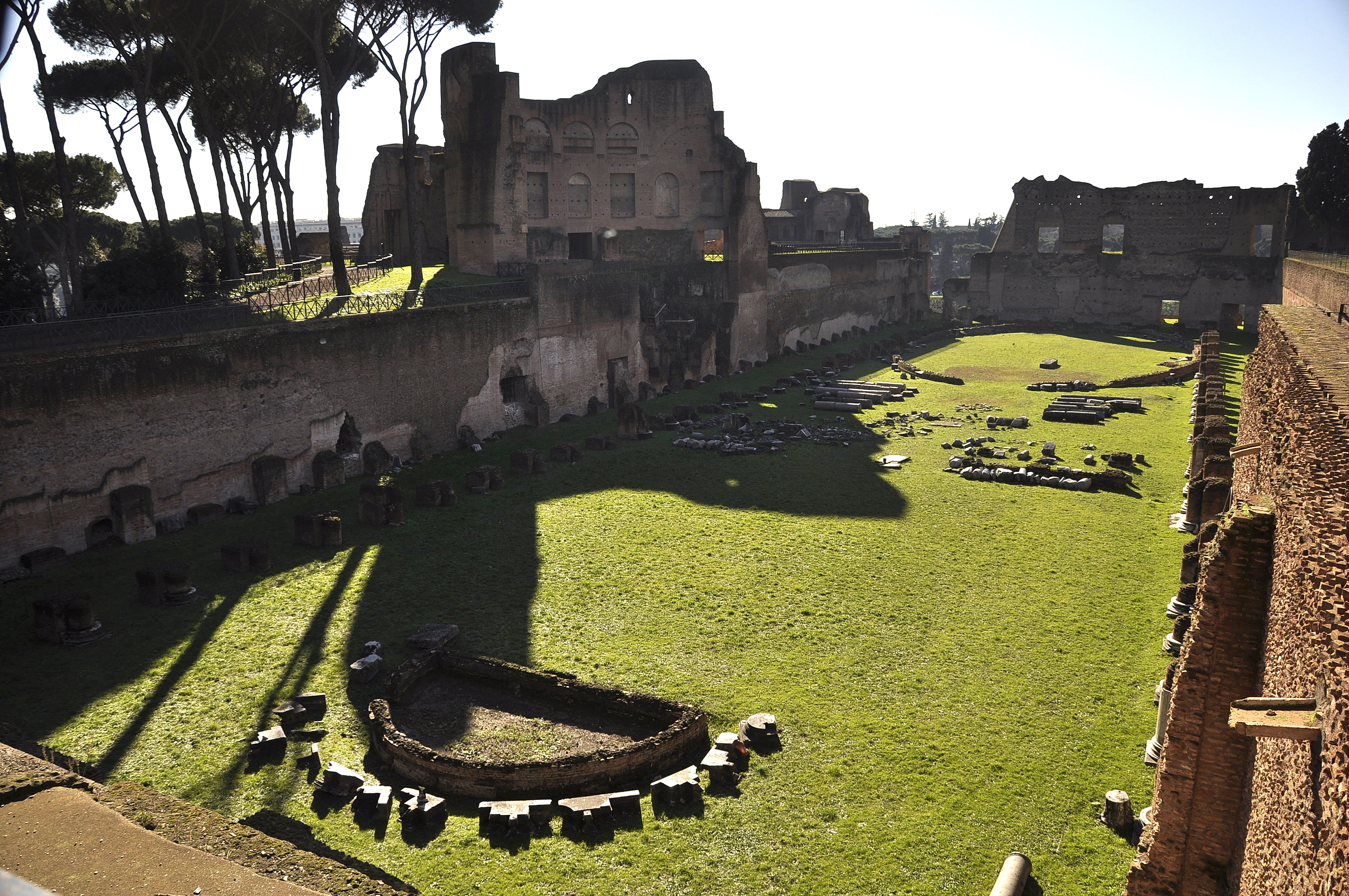
Hippodroom
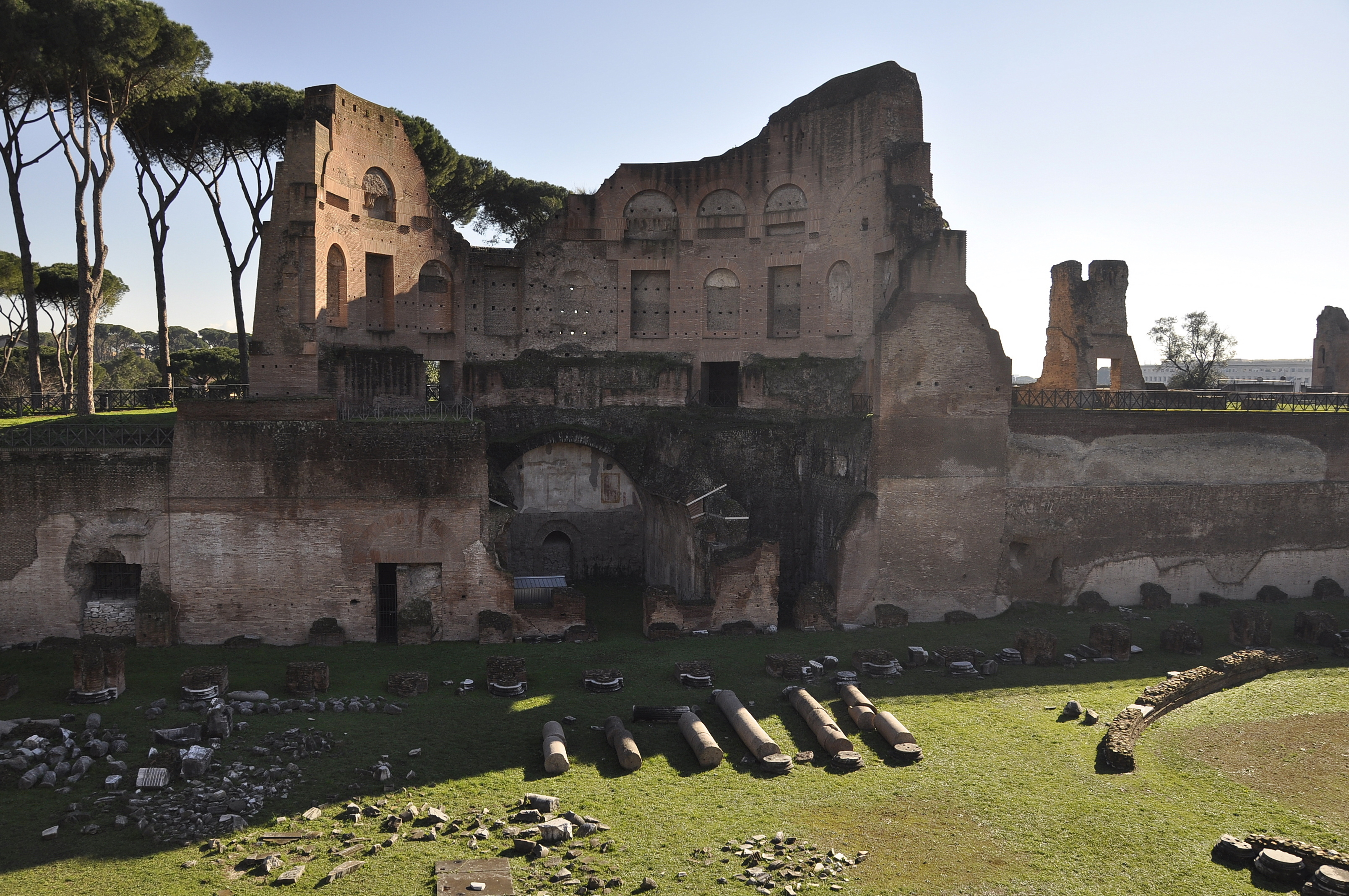
Tribune